# Andes aulonias
Andes aulonias är en insektsart som beskrevs av Rauno E. Linnavuori 1973. Andes aulonias ingår i släktet Andes och familjen kilstritar. Inga underarter finns listade i Catalogue of Life.